# Mutsu (Aomori)
Mutsu (むつ市 Mutsu-shi?) es una ciudad localizada en la prefectura de Aomori, Japón. En junio de 2019 tenía una población estimada de 54.721 habitantes y una densidad de población de 63,3 personas por km². Su área total es de 864,12 km².

## Historia
Mutsu fue fundada el 1 de septiembre de 1959 mediante la fusión de las antiguas ciudades de Ominato y Tanabu. Tanabu había sido la ubicación de un daikansho (oficina de un magistrado) bajo el dominio Morioka en el período Edo mientras que Ominato era una ciudad portuaria, una importante base naval para la Armada Imperial Japonesa hasta el final de la Segunda Guerra Mundial. Las instalaciones de la base fueron utilizados por la Marina de Estados Unidos durante la ocupación de Japón.
La nueva ciudad se llamó originalmente Ominato-Tanabu (acoplamiento de los nombres de dos ciudades antecedentes); su nombre fue cambiado a Mutsu en 1960. En ese momento, que era la única ciudad con un nombre hiragana (む つ), que fue adoptado para evitar la confusión con la palabra kanji original Mutsu (陸 奥) que indica la antigua provincia que cubría la mayor parte de la región de la Tohoku moderna.
El 14 de marzo de 2005, los pueblos de Kawauchi, Ohata y Wakinosawa (todas del distrito Shimokita ) se fusionaron en Mutsu.

## Geografía

### Localidades circundantes
- Prefectura de Aomori
  - Higashidōri
  - Kazamaura
  - Ōma
  - Sai
  - Yokohama

## Demografía
Según los datos del censo japonés, esta es la población de Mutsu en los últimos años.
| 1995   | 2000   | 2005   | 2010   | 2015   |
| ------ | ------ | ------ | ------ | ------ |
| 67.969 | 67.022 | 64.052 | 61.066 | 58.493 |

## Clima
Mutsu tiene un clima marítimo frío lindando con un clima continental húmedo que se caracteriza por veranos suaves e inviernos fríos con fuertes nevadas.
| Parámetros climáticos promedio de Mutsu | Parámetros climáticos promedio de Mutsu | Parámetros climáticos promedio de Mutsu | Parámetros climáticos promedio de Mutsu | Parámetros climáticos promedio de Mutsu | Parámetros climáticos promedio de Mutsu | Parámetros climáticos promedio de Mutsu | Parámetros climáticos promedio de Mutsu | Parámetros climáticos promedio de Mutsu | Parámetros climáticos promedio de Mutsu | Parámetros climáticos promedio de Mutsu | Parámetros climáticos promedio de Mutsu | Parámetros climáticos promedio de Mutsu | Parámetros climáticos promedio de Mutsu |
| Mes                                     | Ene.                                    | Feb.                                    | Mar.                                    | Abr.                                    | May.                                    | Jun.                                    | Jul.                                    | Ago.                                    | Sep.                                    | Oct.                                    | Nov.                                    | Dic.                                    | Anual                                   |
| --------------------------------------- | --------------------------------------- | --------------------------------------- | --------------------------------------- | --------------------------------------- | --------------------------------------- | --------------------------------------- | --------------------------------------- | --------------------------------------- | --------------------------------------- | --------------------------------------- | --------------------------------------- | --------------------------------------- | --------------------------------------- |
| Temp. máx. media (°C)                   | 1.1                                     | 1.3                                     | 4.8                                     | 12.0                                    | 17.5                                    | 20.0                                    | 23.5                                    | 25.6                                    | 22.1                                    | 16.9                                    | 10.3                                    | 4.2                                     | 13.3                                    |
| Temp. media (°C)                        | -1.9                                    | -2.0                                    | 1.1                                     | 7.0                                     | 12.1                                    | 15.6                                    | 19.5                                    | 21.7                                    | 17.6                                    | 11.8                                    | 6.2                                     | 1.0                                     | 9.1                                     |
| Temp. mín. media (°C)                   | -5.7                                    | -6.6                                    | -3.1                                    | 2.3                                     | 7.1                                     | 11.8                                    | 16.2                                    | 18.3                                    | 13.1                                    | 6.3                                     | 1.6                                     | -2.7                                    | 4.9                                     |
| Precipitación total (mm)                | 104.5                                   | 79.0                                    | 77.1                                    | 90.1                                    | 81.0                                    | 105.7                                   | 124.8                                   | 144.1                                   | 166.7                                   | 109.2                                   | 117.5                                   | 97.4                                    | 1297.1                                  |
| Nevadas (cm)                            | 140                                     | 119                                     | 52                                      | 4                                       | 0                                       | 0                                       | 0                                       | 0                                       | 0                                       | 0                                       | 14                                      | 86                                      | 415                                     |
| Horas de sol                            | 78.9                                    | 95.8                                    | 157.8                                   | 197.9                                   | 219.3                                   | 175.4                                   | 158.2                                   | 155.3                                   | 152.2                                   | 165.7                                   | 107.8                                   | 73.6                                    | 1737.9                                  |
| Humedad relativa (%)                    | 75                                      | 75                                      | 72                                      | 71                                      | 74                                      | 83                                      | 86                                      | 85                                      | 81                                      | 74                                      | 72                                      | 75                                      | 76.9                                    |
| Fuente: NOAA (1961-1990)                |                                         |                                         |                                         |                                         |                                         |                                         |                                         |                                         |                                         |                                         |                                         |                                         |                                         |

## Economía
La economía de Mutsu depende en gran medida de la agricultura, la silvicultura y la pesca, especialmente la pesca de venera. La ciudad es también el lugar de diversas instalaciones de la Agencia Japonesa de Energía Atómica, y fue el puerto de origen para el buque de investigación de propulsión nuclear Mutsu, hasta su cierre definitivo en 1997.

## Transporte
Terrestre: Mutsu tiene autopistas y líneas férreas, una estación de la línea Ōminato (大湊線) y las rutas nacionales 279 (国道279号) y 338 (国道338号) la conectan con el resto del país.
Marítimo: La ciudad cuenta con puertos de carga y descarga para grandes y pequeños barcos.

## Relaciones internacionales

### Ciudades hermanadas
- Port Angeles, Estados Unidos – desde el 14 de agosto de 1995